# グランドスラム男子シングルス優勝者一覧
グランドスラム男子シングルス優勝者一覧（グランドスラムだんしシングルスゆうしょうしゃいちらん、List of Grand Slam men's singles champions）は、テニスのグランドスラム4大大会（全豪オープン・全仏オープン・ウィンブルドン選手権・全米オープン）の男子シングルスにおける優勝者の一覧である。
全仏オープンの国際大会化前（1924年以前）の優勝者は記載はされているが、グランドスラムとしての優勝記録などには含まれない。1941年−1945年の全仏オープンの優勝者は記載はされているが、フランステニス連盟は認めていないためグランドスラムとしての優勝記録などには含まれない。
1968年以前のプロ選手の主要大会についてはオープン化以前の主要プロテニス大会を参照。

## 19世紀
| 年     | 全豪オープン | 全仏オープン               | ウィンブルドン                 | 全米オープン                 |
| ------ | ------------ | -------------------------- | ------------------------------ | ---------------------------- |
| 1877年 |              |                            | スペンサー・ゴア               |                              |
| 1878年 |              |                            | フランク・ハドー               |                              |
| 1879年 |              |                            | ジョン・ハートリー (1/2)       |                              |
| 1880年 |              |                            | ジョン・ハートリー (2/2)       |                              |
| 1881年 |              |                            | ウィリアム・レンショー (1/7)   | リチャード・シアーズ (1/7)   |
| 1882年 |              |                            | ウィリアム・レンショー (2/7)   | リチャード・シアーズ (2/7)   |
| 1883年 |              |                            | ウィリアム・レンショー (3/7)   | リチャード・シアーズ (3/7)   |
| 1884年 |              |                            | ウィリアム・レンショー (4/7)   | リチャード・シアーズ (4/7)   |
| 1885年 |              |                            | ウィリアム・レンショー (5/7)   | リチャード・シアーズ (5/7)   |
| 1886年 |              |                            | ウィリアム・レンショー (6/7)   | リチャード・シアーズ (6/7)   |
| 1887年 |              |                            | ハーバート・ローフォード       | リチャード・シアーズ (7/7)   |
| 1888年 |              |                            | アーネスト・レンショー         | ヘンリー・スローカム (1/2)   |
| 1889年 |              |                            | ウィリアム・レンショー (7/7)   | ヘンリー・スローカム (2/2)   |
| 1890年 |              |                            | ウィロビー・ハミルトン         | オリバー・キャンベル (1/3)   |
| 1891年 |              | H・ブリッグス              | ウィルフレッド・バデリー (1/3) | オリバー・キャンベル (2/3)   |
| 1892年 |              | ジェーン・シェーファー     | ウィルフレッド・バデリー (2/3) | オリバー・キャンベル (3/3)   |
| 1893年 |              | ローラン・リブレー         | ジョシュア・ピム (1/2)         | ロバート・レン (1/4)         |
| 1894年 |              | アンドレ・バシェロー (1/4) | ジョシュア・ピム (2/2)         | ロバート・レン (2/4)         |
| 1895年 |              | アンドレ・バシェロー (2/4) | ウィルフレッド・バデリー (3/3) | フレッド・ホビー             |
| 1896年 |              | アンドレ・バシェロー (3/4) | ハロルド・マホニー             | ロバート・レン (3/4)         |
| 1897年 |              | パウル・アイメ (1/4)       | レジナルド・ドハティー (1/4)   | ロバート・レン (4/4)         |
| 1898年 |              | パウル・アイメ (2/4)       | レジナルド・ドハティー (2/4)   | マルコム・ホイットマン (1/3) |
| 1899年 |              | パウル・アイメ (3/4)       | レジナルド・ドハティー (3/4)   | マルコム・ホイットマン (2/3) |
| 1900年 |              | パウル・アイメ (4/4)       | レジナルド・ドハティー (4/4)   | マルコム・ホイットマン (3/3) |

| 年間グランドスラム達成 |
| 年間グランドスラム3冠  |
| 年間グランドスラム2冠  |

## 20世紀
| 年     | 全豪オープン                     | 全仏オープン               | ウィンブルドン                   | 全米オープン                           |
| ------ | -------------------------------- | -------------------------- | -------------------------------- | -------------------------------------- |
| 1901年 |                                  | アンドレ・バシェロー (4/4) | アーサー・ゴア (1/3)             | ウィリアム・ラーンド (1/7)             |
| 1902年 |                                  | マルセル・バシェロー       | ローレンス・ドハティー (1/6)     | ウィリアム・ラーンド (2/7)             |
| 1903年 |                                  | マックス・デキュジス (1/8) | ローレンス・ドハティー (2/6)     | ローレンス・ドハティー (3/6)           |
| 1904年 |                                  | マックス・デキュジス (2/8) | ローレンス・ドハティー (4/6)     | ホルコム・ウォード                     |
| 1905年 | ロドニー・ヒース (1/2)           | モーリス・ジェルモー (1/3) | ローレンス・ドハティー (5/6)     | ビールズ・ライト                       |
| 1906年 | アンソニー・ワイルディング (1/6) | モーリス・ジェルモー (2/3) | ローレンス・ドハティー (6/6)     | ウィリアム・クローシャー               |
| 1907年 | ホーレス・ライス                 | マックス・デキュジス (3/8) | ノーマン・ブルックス (1/3)       | ウィリアム・ラーンド (3/7)             |
| 1908年 | フレッド・アレクサンダー         | マックス・デキュジス (4/8) | アーサー・ゴア (2/3)             | ウィリアム・ラーンド (4/7)             |
| 1909年 | アンソニー・ワイルディング (2/6) | マックス・デキュジス (5/8) | アーサー・ゴア (3/3)             | ウィリアム・ラーンド (5/7)             |
| 1910年 | ロドニー・ヒース (2/2)           | モーリス・ジェルモー (3/3) | アンソニー・ワイルディング (3/6) | ウィリアム・ラーンド (6/7)             |
| 1911年 | ノーマン・ブルックス (2/3)       | アンドレ・ゴベール (1/2)   | アンソニー・ワイルディング (4/6) | ウィリアム・ラーンド (7/7)             |
| 1912年 | ジェームズ・セシル・パーク       | マックス・デキュジス (6/8) | アンソニー・ワイルディング (5/6) | モーリス・マクローリン (1/2)           |
| 1913年 | アーニー・パーカー               | マックス・デキュジス (7/8) | アンソニー・ワイルディング (6/6) | モーリス・マクローリン (2/2)           |
| 1914年 | アーサー・オハラウッド           | マックス・デキュジス (8/8) | ノーマン・ブルックス (3/3)       | リチャード・ノリス・ウィリアムズ (1/2) |
| 1915年 | ゴードン・ロウ                   |                            |                                  | ビル・ジョンストン (1/3)               |
| 1916年 |                                  |                            |                                  | リチャード・ノリス・ウィリアムズ (2/2) |
| 1917年 |                                  |                            |                                  | リンドレイ・マレー (1/2)               |
| 1918年 |                                  |                            |                                  | リンドレイ・マレー (2/2)               |

| 年間グランドスラム達成 |
| 年間グランドスラム3冠  |
| 年間グランドスラム2冠  |

- 1915–18年は第一次世界大戦のため開催中止

## 第一次世界大戦後
| 年     | 全豪オープン                   | 全仏オープン                         | ウィンブルドン               | 全米オープン                 |
| ------ | ------------------------------ | ------------------------------------ | ---------------------------- | ---------------------------- |
| 1919年 | アルガーノン・キングスコート   |                                      | ジェラルド・パターソン (1/3) | ビル・ジョンストン (2/3)     |
| 1920年 | パット・オハラウッド (1/2)     | アンドレ・ゴベール (2/2)             | ビル・チルデン (1/10)        | ビル・チルデン (2/10)        |
| 1921年 | リス・ゲメル                   | ジャン・サマズイユ                   | ビル・チルデン (3/10)        | ビル・チルデン (4/10)        |
| 1922年 | ジェームズ・アンダーソン (1/3) | アンリ・コシェ (1/8)                 | ジェラルド・パターソン (2/3) | ビル・チルデン (5/10)        |
| 1923年 | パット・オハラウッド (2/2)     | フランソワ・ブランシー               | ビル・ジョンストン (3/3)     | ビル・チルデン (6/10)        |
| 1924年 | ジェームズ・アンダーソン (2/3) | ジャン・ボロトラ (1/5)               | ジャン・ボロトラ (2/5)       | ビル・チルデン (7/10)        |
| 1925年 | ジェームズ・アンダーソン (3/3) | ルネ・ラコステ ** (1/7)              | ルネ・ラコステ (2/7)         | ビル・チルデン (8/10)        |
| 1926年 | ジョン・ホークス               | アンリ・コシェ (2/8)                 | ジャン・ボロトラ (3/5)       | ルネ・ラコステ (3/7)         |
| 1927年 | ジェラルド・パターソン (3/3)   | ルネ・ラコステ (4/7)                 | アンリ・コシェ (3/8)         | ルネ・ラコステ (5/7)         |
| 1928年 | ジャン・ボロトラ (4/5)         | アンリ・コシェ (4/8)                 | ルネ・ラコステ (6/7)         | アンリ・コシェ (5/8)         |
| 1929年 | コリン・グレゴリー             | ルネ・ラコステ (7/7)                 | アンリ・コシェ (6/8)         | ビル・チルデン (9/10)        |
| 1930年 | エドガー・ムーン               | アンリ・コシェ (7/8)                 | ビル・チルデン (10/10)       | ジョン・ドエグ               |
| 1931年 | ジャック・クロフォード (1/6)   | ジャン・ボロトラ (5/5)               | シドニー・ウッド             | エルスワース・バインズ (1/3) |
| 1932年 | ジャック・クロフォード (2/6)   | アンリ・コシェ (8/8)                 | エルスワース・バインズ (2/3) | エルスワース・バインズ (3/3) |
| 1933年 | ジャック・クロフォード (3/6)   | ジャック・クロフォード (4/6)         | ジャック・クロフォード (5/6) | フレッド・ペリー (1/8)       |
| 1934年 | フレッド・ペリー (2/8)         | ゴットフリート・フォン・クラム (1/2) | フレッド・ペリー (3/8)       | フレッド・ペリー (4/8)       |
| 1935年 | ジャック・クロフォード (6/6)   | フレッド・ペリー (5/8)               | フレッド・ペリー (6/8)       | ウィルマー・アリソン         |
| 1936年 | エイドリアン・クイスト (1/3)   | ゴットフリート・フォン・クラム (2/2) | フレッド・ペリー (7/8)       | フレッド・ペリー (8/8)       |
| 1937年 | ビビアン・マグラス             | ヘンナー・ヘンケル                   | ドン・バッジ (1/6)           | ドン・バッジ (2/6)           |
| 1938年 | ドン・バッジ (3/6)             | ドン・バッジ (4/6)                   | ドン・バッジ (5/6)           | ドン・バッジ (6/6)           |
| 1939年 | ジョン・ブロムウィッチ (1/2)   | ドン・マクニール (1/2)               | ボビー・リッグス (1/3)       | ボビー・リッグス (2/3)       |
| 1940年 | エイドリアン・クイスト (2/3)   |                                      |                              | ドン・マクニール (2/2)       |
| 1941年 |                                | ベルナール・デストラモー (1/2)       |                              | ボビー・リッグス (3/3)       |
| 1942年 |                                | ベルナール・デストラモー (2/2)       |                              | テッド・シュローダー (1/2)   |
| 1943年 |                                | イボン・ペトラ (1/4)                 |                              | ジョー・ハント               |
| 1944年 |                                | イボン・ペトラ (2/4)                 |                              | フランク・パーカー (1/4)     |
| 1945年 |                                | イボン・ペトラ (3/4)                 |                              | フランク・パーカー (2/4)     |

| 年間グランドスラム達成 |
| 年間グランドスラム3冠  |
| 年間グランドスラム2冠  |

- 1940–45年は第二次世界大戦のため開催中止
- **1925年全仏オープン国際化
- オープン化以前の主要プロテニス大会も参照。

## 第二次世界大戦後
| 年     | 全豪オープン                 | 全仏オープン                   | ウィンブルドン               | 全米オープン               |
| ------ | ---------------------------- | ------------------------------ | ---------------------------- | -------------------------- |
| 1946年 | ジョン・ブロムウィッチ (2/2) | マルセル・ベルナール           | イボン・ペトラ (4/4)         | ジャック・クレーマー (1/3) |
| 1947年 | ディニー・ペイルズ           | ヨージェフ・アシュボード       | ジャック・クレーマー (2/3)   | ジャック・クレーマー (3/3) |
| 1948年 | エイドリアン・クイスト 3/3)  | フランク・パーカー (3/4)       | ボブ・ファルケンバーグ       | パンチョ・ゴンザレス (1/2) |
| 1949年 | フランク・セッジマン (1/5)   | フランク・パーカー (4/4)       | テッド・シュローダー (2/2)   | パンチョ・ゴンザレス (2/2) |
| 1950年 | フランク・セッジマン (2/5)   | バッジ・パティー (1/2)         | バッジ・パティー (2/2)       | アーサー・ラーセン         |
| 1951年 | ディック・サビット (1/2)     | ヤロスラフ・ドロブニー (1/3)   | ディック・サビット (2/2)     | フランク・セッジマン (3/5) |
| 1952年 | ケン・マグレガー             | ヤロスラフ・ドロブニー (2/3)   | フランク・セッジマン (4/5)   | フランク・セッジマン (5/5) |
| 1953年 | ケン・ローズウォール (1/8)   | ケン・ローズウォール (2/8)     | ビック・セイシャス (1/2)     | トニー・トラバート (1/5)   |
| 1954年 | メルビン・ローズ             | トニー・トラバート (2/5)       | ヤロスラフ・ドロブニー (3/3) | ビック・セイシャス (2/2)   |
| 1955年 | ケン・ローズウォール (2/8)   | トニー・トラバート (3/5)       | トニー・トラバート (4/5)     | トニー・トラバート (5/5)   |
| 1956年 | ルー・ホード (1/4)           | ルー・ホード (2/4)             | ルー・ホード (3/4)           | ケン・ローズウォール (3/8) |
| 1957年 | アシュレー・クーパー (1/4)   | スベン・デビッドソン           | ルー・ホード (4/4)           | マルコム・アンダーソン     |
| 1958年 | アシュレー・クーパー (2/4)   | メルビン・ローズ               | アシュレー・クーパー (3/4)   | アシュレー・クーパー (4/4) |
| 1959年 | アレックス・オルメド (1/2)   | ニコラ・ピエトランジェリ (1/2) | アレックス・オルメド (2/2)   | ニール・フレーザー (1/3)   |
| 1960年 | ロッド・レーバー (1/11)      | ニコラ・ピエトランジェリ (2/2) | ニール・フレーザー (2/3)     | ニール・フレーザー (3/3)   |
| 1961年 | ロイ・エマーソン (1/12)      | マニュエル・サンタナ (1/4)     | ロッド・レーバー (2/11)      | ロイ・エマーソン (2/12)    |
| 1962年 | ロッド・レーバー (3/11)      | ロッド・レーバー (4/11)        | ロッド・レーバー (5/11)      | ロッド・レーバー (6/11)    |
| 1963年 | ロイ・エマーソン (3/12)      | ロイ・エマーソン (4/12)        | チャック・マッキンリー       | ラファエル・オスナ         |
| 1964年 | ロイ・エマーソン (5/12)      | マニュエル・サンタナ (2/4)     | ロイ・エマーソン (6/12)      | ロイ・エマーソン (7/12)    |
| 1965年 | ロイ・エマーソン (8/12)      | フレッド・ストール (1/2)       | ロイ・エマーソン (9/12)      | マニュエル・サンタナ (3/4) |
| 1966年 | ロイ・エマーソン (10/12)     | トニー・ローチ                 | マニュエル・サンタナ (4/4)   | フレッド・ストール (2/2)   |
| 1967年 | ロイ・エマーソン (11/12)     | ロイ・エマーソン (12/12)       | ジョン・ニューカム (1/7)     | ジョン・ニューカム (2/7)   |

| 年間グランドスラム達成 |
| 年間グランドスラム3冠  |
| 年間グランドスラム2冠  |

## オープン化後
| 年     | 全豪オープン                     | 全仏オープン                     | ウィンブルドン             | 全米オープン               |
| ------ | -------------------------------- | -------------------------------- | -------------------------- | -------------------------- |
| 1968年 | ビル・ボウリー                   | ケン・ローズウォール (5/8)       | ロッド・レーバー (7/11)    | アーサー・アッシュ (1/3)   |
| 1969年 | ロッド・レーバー (8/11)          | ロッド・レーバー (9/11)          | ロッド・レーバー (10/11)   | ロッド・レーバー (11/11)   |
| 1970年 | アーサー・アッシュ (2/3)         | ヤン・コデシュ (1/3)             | ジョン・ニューカム (3/7)   | ケン・ローズウォール (6/8) |
| 1971年 | ケン・ローズウォール (7/8)       | ヤン・コデシュ (2/3)             | ジョン・ニューカム (4/7)   | スタン・スミス (1/2)       |
| 1972年 | ケン・ローズウォール (8/8)       | アンドレス・ヒメノ               | スタン・スミス (2/2)       | イリ・ナスターゼ (1/2)     |
| 1973年 | ジョン・ニューカム (5/7)         | イリ・ナスターゼ (2/2)           | ヤン・コデシュ (3/3)       | ジョン・ニューカム (6/7)   |
| 1974年 | ジミー・コナーズ (1/8)           | ビョルン・ボルグ (1/11)          | ジミー・コナーズ (2/8)     | ジミー・コナーズ (3/8)     |
| 1975年 | ジョン・ニューカム (7/7)         | ビョルン・ボルグ (2/11)          | アーサー・アッシュ (3/3)   | マニュエル・オランテス     |
| 1976年 | マーク・エドモンドソン           | アドリアーノ・パナッタ           | ビョルン・ボルグ (3/11)    | ジミー・コナーズ (4/8)     |
| 1977年 | ロスコー・タナー (Jan)           | ギリェルモ・ビラス (1/4)         | ビョルン・ボルグ (4/11)    | ギリェルモ・ビラス (2/4)   |
| 1977年 | ビタス・ゲルレイティス (Dec)     | ギリェルモ・ビラス (1/4)         | ビョルン・ボルグ (4/11)    | ギリェルモ・ビラス (2/4)   |
| 1978年 | ギリェルモ・ビラス (3/4)         | ビョルン・ボルグ (5/11)          | ビョルン・ボルグ (6/11)    | ジミー・コナーズ (5/8)     |
| 1979年 | ギリェルモ・ビラス (4/4)         | ビョルン・ボルグ (7/11)          | ビョルン・ボルグ (8/11)    | ジョン・マッケンロー (1/7) |
| 1980年 | ブライアン・ティーチャー         | ビョルン・ボルグ (9/11)          | ビョルン・ボルグ (10/11)   | ジョン・マッケンロー (2/7) |
| 1981年 | ヨハン・クリーク (1/2)           | ビョルン・ボルグ (11/11)         | ジョン・マッケンロー (3/7) | ジョン・マッケンロー (4/7) |
| 1982年 | ヨハン・クリーク (2/2)           | マッツ・ビランデル (1/7)         | ジミー・コナーズ (6/8)     | ジミー・コナーズ (7/8)     |
| 1983年 | マッツ・ビランデル (2/7)         | ヤニック・ノア                   | ジョン・マッケンロー (5/7) | ジミー・コナーズ (8/8)     |
| 1984年 | マッツ・ビランデル (3/7)         | イワン・レンドル (1/8)           | ジョン・マッケンロー (6/7) | ジョン・マッケンロー (7/7) |
| 1985年 | ステファン・エドベリ (1/6)       | マッツ・ビランデル (4/7)         | ボリス・ベッカー (1/6)     | イワン・レンドル (2/8)     |
| 1986年 |                                  | イワン・レンドル (3/8)           | ボリス・ベッカー (2/6)     | イワン・レンドル (4/8)     |
| 1987年 | ステファン・エドベリ (2/6)       | イワン・レンドル (5/8)           | パット・キャッシュ         | イワン・レンドル (6/8)     |
| 1988年 | マッツ・ビランデル (5/7)         | マッツ・ビランデル (6/7)         | ステファン・エドベリ (3/6) | マッツ・ビランデル (7/7)   |
| 1989年 | イワン・レンドル (7/8)           | マイケル・チャン                 | ボリス・ベッカー (3/6)     | ボリス・ベッカー (4/6)     |
| 1990年 | イワン・レンドル (8/8)           | アンドレス・ゴメス               | ステファン・エドベリ (4/6) | ピート・サンプラス (1/14)  |
| 1991年 | ボリス・ベッカー (5/6)           | ジム・クーリエ (1/4)             | ミヒャエル・シュティヒ     | ステファン・エドベリ (5/6) |
| 1992年 | ジム・クーリエ (2/4)             | ジム・クーリエ (3/4)             | アンドレ・アガシ (1/8)     | ステファン・エドベリ (6/6) |
| 1993年 | ジム・クーリエ (4/4)             | セルジ・ブルゲラ                 | ピート・サンプラス (2/14)  | ピート・サンプラス (3/14)  |
| 1994年 | ピート・サンプラス (4/14)        | セルジ・ブルゲラ                 | ピート・サンプラス (5/14)  | アンドレ・アガシ (2/8)     |
| 1995年 | アンドレ・アガシ (3/8)           | トーマス・ムスター               | ピート・サンプラス (6/14)  | ピート・サンプラス (7/14)  |
| 1996年 | ボリス・ベッカー (6/6)           | エフゲニー・カフェルニコフ (1/2) | リカルト・クライチェク     | ピート・サンプラス (8/14)  |
| 1997年 | ピート・サンプラス (9/14)        | グスタボ・クエルテン (1/3)       | ピート・サンプラス (10/14) | パトリック・ラフター (1/2) |
| 1998年 | ペトル・コルダ                   | カルロス・モヤ                   | ピート・サンプラス (11/14) | パトリック・ラフター (2/2) |
| 1999年 | エフゲニー・カフェルニコフ (2/2) | アンドレ・アガシ (4/8)           | ピート・サンプラス (12/14) | アンドレ・アガシ (5/8)     |
| 2000年 | アンドレ・アガシ (6/8)           | グスタボ・クエルテン (2/3)       | ピート・サンプラス (13/14) | マラト・サフィン (1/2)     |

| 年間グランドスラム達成 |
| 年間グランドスラム3冠  |
| 年間グランドスラム2冠  |

- 1977年全豪は2回開催（1月・12月）
- 全豪オープンは1969年からオープン化
- 1986年全豪は会場移転による開催時期の変更により開催されず。

## 21世紀
| 年     | 全豪オープン                 | 全仏オープン                 | ウィンブルドン               | 全米オープン                     |
| ------ | ---------------------------- | ---------------------------- | ---------------------------- | -------------------------------- |
| 2001年 | アンドレ・アガシ (7/8)       | グスタボ・クエルテン (3/3)   | ゴラン・イワニセビッチ       | レイトン・ヒューイット (1/2)     |
| 2002年 | トーマス・ヨハンソン         | アルベルト・コスタ           | レイトン・ヒューイット (2/2) | ピート・サンプラス (14/14)       |
| 2003年 | アンドレ・アガシ (8/8)       | フアン・カルロス・フェレーロ | ロジャー・フェデラー (1/20)  | アンディ・ロディック             |
| 2004年 | ロジャー・フェデラー (2/20)  | ガストン・ガウディオ         | ロジャー・フェデラー (3/20)  | ロジャー・フェデラー (4/20)      |
| 2005年 | マラト・サフィン (2/2)       | ラファエル・ナダル (1/22)    | ロジャー・フェデラー (5/20)  | ロジャー・フェデラー (6/20)      |
| 2006年 | ロジャー・フェデラー (7/20)  | ラファエル・ナダル (2/22)    | ロジャー・フェデラー (8/20)  | ロジャー・フェデラー (9/20)      |
| 2007年 | ロジャー・フェデラー (10/20) | ラファエル・ナダル (3/22)    | ロジャー・フェデラー (11/20) | ロジャー・フェデラー (12/20)     |
| 2008年 | ノバク・ジョコビッチ (1/24)  | ラファエル・ナダル (4/22)    | ラファエル・ナダル (5/22)    | ロジャー・フェデラー (13/20)     |
| 2009年 | ラファエル・ナダル (6/22)    | ロジャー・フェデラー (14/20) | ロジャー・フェデラー (15/20) | フアン・マルティン・デル・ポトロ |
| 2010年 | ロジャー・フェデラー (16/20) | ラファエル・ナダル (7/22)    | ラファエル・ナダル (8/22)    | ラファエル・ナダル (9/22)        |
| 2011年 | ノバク・ジョコビッチ (2/24)  | ラファエル・ナダル (10/22)   | ノバク・ジョコビッチ (3/24)  | ノバク・ジョコビッチ (4/24)      |
| 2012年 | ノバク・ジョコビッチ (5/24)  | ラファエル・ナダル (11/22)   | ロジャー・フェデラー (17/20) | アンディ・マリー (1/3)           |
| 2013年 | ノバク・ジョコビッチ (6/24)  | ラファエル・ナダル (12/22)   | アンディ・マリー (2/3)       | ラファエル・ナダル (13/22)       |
| 2014年 | スタン・ワウリンカ (1/3)     | ラファエル・ナダル (14/22)   | ノバク・ジョコビッチ (7/24)  | マリン・チリッチ                 |
| 2015年 | ノバク・ジョコビッチ (8/24)  | スタン・ワウリンカ (2/3)     | ノバク・ジョコビッチ (9/24)  | ノバク・ジョコビッチ (10/24)     |
| 2016年 | ノバク・ジョコビッチ (11/24) | ノバク・ジョコビッチ (12/24) | アンディ・マリー (3/3)       | スタン・ワウリンカ (3/3)         |
| 2017年 | ロジャー・フェデラー (18/20) | ラファエル・ナダル (15/22)   | ロジャー・フェデラー (19/20) | ラファエル・ナダル (16/22)       |
| 2018年 | ロジャー・フェデラー (20/20) | ラファエル・ナダル (17/22)   | ノバク・ジョコビッチ (13/24) | ノバク・ジョコビッチ (14/24)     |
| 2019年 | ノバク・ジョコビッチ (15/24) | ラファエル・ナダル (18/22)   | ノバク・ジョコビッチ (16/24) | ラファエル・ナダル (19/22)       |
| 2020年 | ノバク・ジョコビッチ (17/24) | ラファエル・ナダル (20/22)   |                              | ドミニク・ティーム               |
| 2021年 | ノバク・ジョコビッチ (18/24) | ノバク・ジョコビッチ (19/24) | ノバク・ジョコビッチ (20/24) | ダニール・メドベージェフ         |
| 2022年 | ラファエル・ナダル (21/22)   | ラファエル・ナダル (22/22)   | ノバク・ジョコビッチ (21/24) | カルロス・アルカラス (1/5)       |
| 2023年 | ノバク・ジョコビッチ (22/24) | ノバク・ジョコビッチ (23/24) | カルロス・アルカラス (2/5)   | ノバク・ジョコビッチ (24/24)     |
| 2024年 | ヤニック・シナー (1/4)       | カルロス・アルカラス (3/5)   | カルロス・アルカラス (4/5)   | ヤニック・シナー (2/4)           |
| 2025年 | ヤニック・シナー (3/4)       | カルロス・アルカラス (5/5)   | ヤニック・シナー (4/4)       |                                  |

| 年間グランドスラム達成 |
| 年間グランドスラム3冠  |
| 年間グランドスラム2冠  |

- 2020年は新型コロナウイルス感染症の世界的な流行により、全仏オープンが9-10月に延期、ウィンブルドンは開催中止。

## 優勝回数ランキング
|     | 選手名                     | 合計 | 全豪 | 全仏 | ウィンブルドン | 全米 |
| --- | -------------------------- | ---- | ---- | ---- | -------------- | ---- |
| 1.  | ノバク・ジョコビッチ       | 24   | 10   | 3    | 7              | 4    |
| 2.  | ラファエル・ナダル         | 22   | 2    | 14   | 2              | 4    |
| 3.  | ロジャー・フェデラー       | 20   | 6    | 1    | 8              | 5    |
| 4.  | ピート・サンプラス         | 14   | 2    | 0    | 7              | 5    |
| 5.  | ロイ・エマーソン           | 12   | 6    | 2    | 2              | 2    |
| 6.  | ロッド・レーバー           | 11   | 3    | 2    | 4              | 2    |
| 6.  | ビョルン・ボルグ           | 11   | 0    | 6    | 5              | 0    |
| 8.  | ビル・チルデン             | 10   | 0    | 0    | 3              | 7    |
| 9.  | マックス・デキュジス       | 8    | 0    | 8    | 0              | 0    |
| 9.  | アンリ・コシェ             | 8    | 0    | 5    | 2              | 1    |
| 9.  | フレッド・ペリー           | 8    | 1    | 1    | 3              | 3    |
| 9.  | ケン・ローズウォール       | 8    | 4    | 2    | 0              | 2    |
| 9.  | ジミー・コナーズ           | 8    | 1    | 0    | 2              | 5    |
| 9.  | イワン・レンドル           | 8    | 2    | 3    | 0              | 3    |
| 9.  | アンドレ・アガシ           | 8    | 4    | 1    | 1              | 2    |
| 16. | リチャード・シアーズ       | 7    | 0    | 0    | 0              | 7    |
| 16. | ウィリアム・レンショー     | 7    | 0    | 0    | 7              | 0    |
| 16. | ウィリアム・ラーンド       | 7    | 0    | 0    | 0              | 7    |
| 16. | ルネ・ラコステ             | 7    | 0    | 3    | 2              | 2    |
| 16. | ジョン・ニューカム         | 7    | 2    | 0    | 3              | 2    |
| 16. | ジョン・マッケンロー       | 7    | 0    | 0    | 3              | 4    |
| 16. | マッツ・ビランデル         | 7    | 3    | 3    | 0              | 1    |
| 23. | ローレンス・ドハティー     | 6    | 0    | 0    | 5              | 1    |
| 23. | アンソニー・ワイルディング | 6    | 2    | 0    | 4              | 0    |
| 23. | ジャック・クロフォード     | 6    | 4    | 1    | 1              | 0    |
| 23. | ドン・バッジ               | 6    | 1    | 1    | 2              | 2    |
| 23. | ステファン・エドベリ       | 6    | 2    | 0    | 2              | 2    |
| 23. | ボリス・ベッカー           | 6    | 2    | 0    | 3              | 1    |
| 29. | ジャン・ボロトラ           | 5    | 1    | 2    | 2              | 0    |
| 29. | フランク・セッジマン       | 5    | 2    | 0    | 1              | 2    |
| 29. | トニー・トラバート         | 5    | 0    | 2    | 1              | 2    |
| 29. | カルロス・アルカラス       | 5    | 0    | 2    | 2              | 1    |

- 優勝数5回以上の選手のみ。
- 選手名青はオープン化以前の選手。
- 優勝数赤は最多優勝。薄色はオープン化以降最多優勝。
- ロッド・レーバーとジョン・ニューカムはオープン化以前を除くと共に優勝回数5回。
- ケン・ローズウォールはオープン化以前を除くと優勝回数4回。
- マックス・デキュジスは全仏オープン国際化以前の記録。
- アンリ・コシェは全仏オープン国際化以前を除くと優勝回数7回。
- ジャン・ボロトラは全仏オープン国際化以前を除くと優勝回数4回。
- 太字は現役選手

## 年代別優勝ランキング
| 9 | チルデン |

| 7 | ラコステ |

| 5 | コシェ |

| 3 | アンダーソン, ボロトラ |

| 2 | パターソン, ウッド |

| 8 | ペリー |

| 6 | バッジ, クロフォード |

| 3 | バインズ |

| 2 | コシェ, フォン・クラム, リッグス |

| 4 | パーカー |

| 3 | クレーマー |

| 2 | ゴンザレス, クイスト, シュローダー |

| 5 | トラバート |

| 4 | クーパー, ホード, ローズウォール, セッジマン |

| 3 | ドロブニー |

| 2 | オルメド, パティー, ローズ, サビット, セイシャス |

| 12 | エマーソン |

| 11 | レーバー |

| 4 | サンタナ |

| 2 | フレーザー, ニューカム, ストール |

| 8 | ボルグ |

| 5 | ニューカム, コナーズ |

| 4 | ビラス |

| 3 | ローズウォール, コデシュ |

| 2 | スミス, ナスターゼ, アッシュ |

| 7 | レンドル, ビランデル |

| 6 | マッケンロー |

| 4 | ベッカー |

| 3 | ボルグ, コナーズ, エドバーグ |

| 2 | クリーク |

| 12 | サンプラス |

| 5 | アガシ |

| 4 | クーリエ |

| 3 | エドバーグ |

| 2 | ベッカー, ブルゲラ, カフェルニコフ, ラフター |

| 15 | フェデラー |

| 6 | ナダル |

| 3 | アガシ |

| 2 | ヒューイット, サフィン, サンプラス, クエルテン |

| 15 | ジョコビッチ |

| 13 | ナダル |

| 5 | フェデラー |

| 3 | マリー, ワウリンカ |

| 8 | ジョコビッチ |

| 5 | アルカラス |

| 4 | シナー |

| 3 | ナダル |

- 各年代2回以上の優勝者